# Lectina

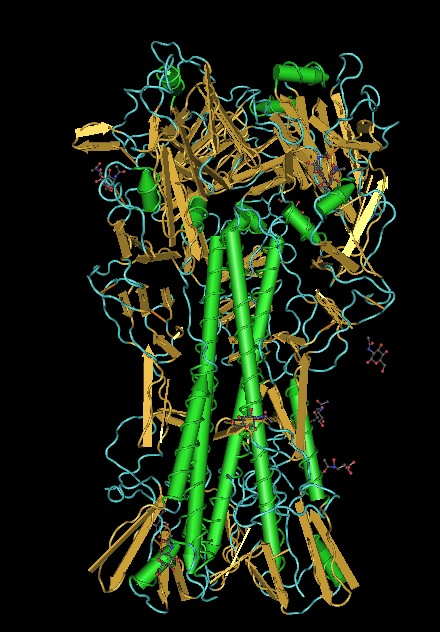
Lateral hemagglutinine

O termo lectina se refere a uma classe de proteínas de origem não-imunológica, que podem aglutinar hemácias graças à sua propriedade de se ligar reversivelmente a carboidratos.
As lectinas estão presentes em todos os tipos de organismos, desde organismos complexos como humanos até vírus, podem atuar como sítos de reconhecimento celular em muitos processos biológicos.
As lectinas podem ser agrupadas em termo dos monossacarídeos (segundo a orientação das hidroxilas dos carbonos 3 e 4, do anel piranosídico) pelos quais apresentam afinidade:
- Lectinas D-galactose/N-acetil-D-galactosamina ligantes

- Lectinas D-glucose/manose ligantes
- Lectinas L-fucose ligantes

As lectinas são subdivididas em:
- Merolectinas - Lectinas que possuem um único domínio ligante a carboidrato, portanto não aglutinam hemácias.

- Hololectinas - Lectinas que possuem dois ou mais domínios ligantes a carboidrato, podendo aglutinar hemácias e/ou precipitar glicoconjugados.

- Quimerolectinas - Proteínas de fusão. Possuem pelo menos um dominio ligante a carboidrato, e um outro domínio com uma atividade catalítica ou uma outra atividade biológica como é o caso das RIPs tipo 2 e das Quitinases do tipo 1.

Essa classificação foi ampliada:
- Superlectinas - Lectinas que possuem 2 ou mais domínios ligantes a carboidratos, domínios esses com especificidade para açúcares diferentes (não-relacionados).

Mais recentemente, Monteiro-Moreira (2002) ampliou a classificação, criando o termo Multilectinas, ao mostrar a existência de lectinas possuindo dois ou mais domínios ligantes a carboidratos, idênticos, mas que podem se ligar a açúcares diferentes. É o caso da jacalina (lectina de sementes Artocarpus integrifolia) e da frutalina (lectina de sementes de Artocarpus incisa) que ligam tanto D-galactose como D-manose.